# Chamborigaud
Chamborigaud is een gemeente in het Franse departement Gard (regio Occitanie) en telt 731 inwoners (1999). 

## Geografie
De oppervlakte van Chamborigaud bedraagt 17,9 km², de bevolkingsdichtheid is 40,8 inwoners per km².

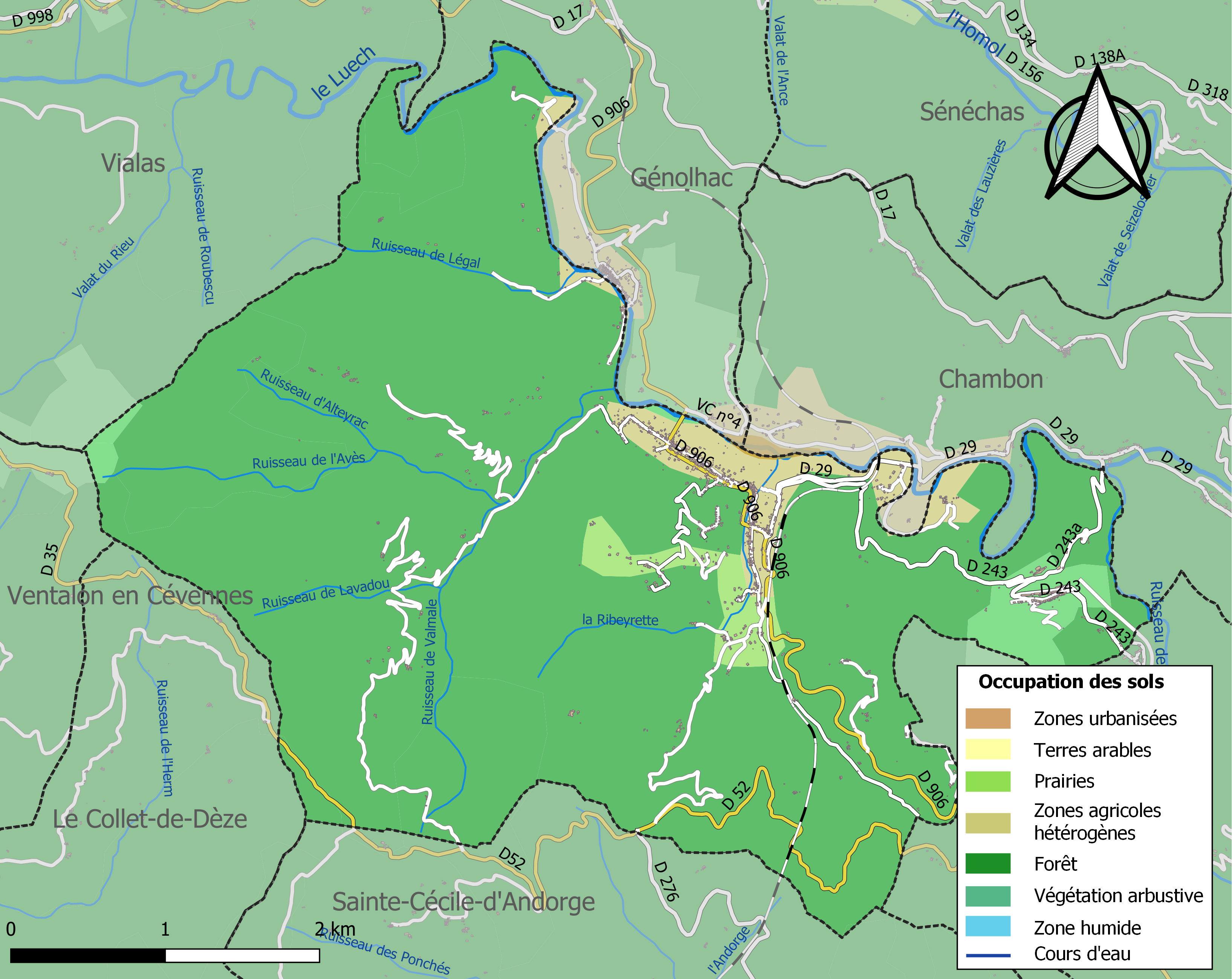
Kaart van de gemeente met de belangrijkste infrastructuur, bodemgebruik en omliggende gemeenten

.

## Verkeer
In de gemeente ligt het spoorwegstation Chamborigaud en het spoorwegviaduct van Chamborigaud.

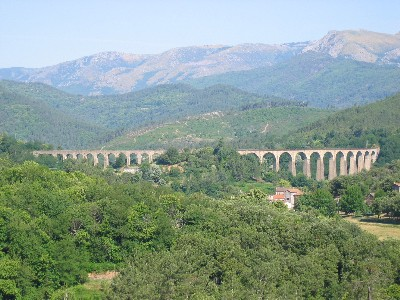
Viaduct van Chamborigaud

De D906 tussen Alès en Langogne loopt door Chamborigaud, maar is sinds maart 2024 onderbroken, omdat de brug over de Luech is ingestort. De oude boogbrug stortte in toen een veegvrachtwagen eroverheen reed.  De chauffeur heeft een uur bekneld gezeten tot de brandweer hem kon bevrijden en hij is daarna met gebroken ribben per helikopter afgevoerd naar een ziekenhuis in Nîmes. 
Op 3 mei 2024 werd een tijdelijke brug over de Luech in gebruik genomen, ongeveer 100 meter stroomafwaarts van de ingestorte brug.  Het verkeer op de tijdelijke brug wordt met een stoplicht geregeld, omdat de tijdelijke brug te smal is voor 2 rijstroken. Het departement Gard verwacht nog tot aan de herfst van 2025 bezig te zijn met de herbouw van de brug.   De oorzaak van het instorten van de brug zou gelegen zijn in het wegspoelen van grond onder een peiler. Bij hoogwater in de rivier zal de tijdelijke brug afgesloten worden. Vrachtverkeer zwaarder dan 26 ton mag niet over de tijdelijke brug. 

## Demografie
Onderstaande figuur toont het verloop van het inwoneraantal van Chamborigaud vanaf 1962.

Bron: Frans bureau voor statistiek. Cijfers inwoneraantal volgens de definitie population sans doubles comptes (zie de gehanteerde definities)

## Geboren in Chamborigaud
- Jean-Pierre Chabrol (1925-2001), Frans auteur